# روان‌شناسی نظامی
روان‌شناسی نظامی عبارت است از تحقیق، طراحی و استفاده از تئوری‌های روانشناختی و داده‌های تجربی به سمت درک، پیش‌بینی و مقابله با رفتارها در نیروهای دوستانه و دشمن یا در جمعیت‌های غیرنظامی. تأکید ویژه ای بر رفتارهایی وجود دارد که ممکن است برای انجام اقدامات نظامی نامطلوب، تهدید کننده یا بالقوه خطرناک باشند. روان‌شناسی نظامی از زیر شاخه‌های روان‌شناسی متعددی برای تشویق مقاومت در بین نیروهای نظامی و مقابله نیروهای دشمن برای پیروزی‌های نظامی استفاده می‌کند. [۴] عوامل استرس زا و بیماریهای روانی که تحت روان‌شناسی نظامی مورد مطالعه قرار می‌گیرند، مختص ارتش نیستند. با این حال، سربازان اغلب با ترکیبات منحصر به فردی از عوامل استرس زا در مناطق جنگی و جنگ روبرو می‌شوند و ممکن است به اختلالات روانی مرتبط با استرس ادامه دهند. [۲] نمونه‌های خاص مسائل مربوط به پرسنل نظامی شامل اختلال استرس پس از سانحه (PTSD)، گناه، مشکلات خانوادگی و شریک زندگی و کابوس‌ها و فلاش بک‌ها است. روان‌شناسی نظامی کاربردی به ویژه در امر مشاوره و درمان استرس و خستگی پرسنل نظامی و خانواده‌های آنها متمرکز است.
تمام تنش‌ها و بیماری‌های روانشناختی که در روان‌شناسی نظامی به نظر می‌رسند فقط خاص ارتش نیست. اما به هرحال، سربازان تمایل دارند ترکیبی از آن‌ها را با تنشهای کلی تداخل دهند. پس از آن روان‌شناسی نظامی با آگاهی از جنبه‌های نظامی و روان‌شناسی به بررسی این ترکیب منحصر به فرد از تنش‌ها می‌پردازد. این تنش‌ها شامل اختلال استرس پس از سانحه (PTSD)، گناه، مشکلات خانوادگی همسر سرباز، کابوس و بازگشت و تداعی گذشته، و بسیاری دیگر است. روان‌شناسی نظامی برای مشاوره دادن و درمان این استرس‌ها و خستگی پرسنل نظامی یا خانواده‌های آن‌ها و همچنین درمان آسیب‌های روان‌شناختی به کار گرفته می‌شود.